# جون كورتيس (لاعب كريكت)
جون كورتيس (21 ديسمبر 1887 - 8 مارس 1972)  (بالإنجليزية: John Curtis)‏ هو لاعب كريكت بريطاني (وحمل سابقاً جنسية المملكة المتحدة لبريطانيا العظمى وأيرلندا).